# 総国
総国（ふさのくに、捄国）は、上古の坂東の国。現在の千葉県を主たる地域とし、茨城県や東京都の一部にわたる律令制以前の旧国名。

## 解説
律令制以前、上総国と下総国の両国は、総国としてヤマト王権から把握されていたが、のち二国に分立、西国からの移住や開拓が黒潮にのって外房側からはじまり、そのため房総半島の南東側が上総となり、北西側が下総となった。7世紀末までは「捄」「上捄」「下捄」の表記であったものが、のち「総」「上総」「下総」に改められ、律令制に於いて上総国から安房国を別け令制国としての房総三国が成立した。
この地域には阿波・長狭・須恵・馬来田・伊甚・上海上・菊麻・武社・下海上・印波・千葉など多くの国造 の領域が存在しており、上海上と下海上の間に武社が入っている。このことから5世紀には香取海沿岸の三ノ分目大塚山古墳につづいて東京湾岸に姉崎二子塚古墳を造営した「大海上国」ともいうべき勢力があったが、6世紀に中央から進出した勢力の建てた武社国によって上・下に分割されたとする説もある。また武社国だけでも、6世紀中葉から7世紀初頭にかけ当時のヤマト王権の大王陵に匹敵する規模の古墳を造営した勢力が複数あったとされる。ヤマト王権からはこれら全体が「総国」とされ、のち下海上・印波・千葉の国造の領域を併せて下総国が、阿波・長狭・須恵・馬来田・伊甚・上海上・菊麻・武社の国造の領域を併せて上総国が分立した。このうち後の上総国には6つの国造が置かれており、1国内に6つもの国造が密集する例は稀であり、これらのことがヤマト王権と緊密なつながりを有していたことを物語っている。さらに、この地域には大化の改新の後全国に設置されたとされる8つ神郡のうち、安房郡および香取郡と、香島郡も含めると、3つの神郡が置かれた。
また、「ムサ」は「フサ」と同じ語源でありもと南関東は1国であったとする説もあり、近藤芳樹『陸路廼記』などによれば、総国は安房国・上総国・下総国のみならず、相模国と武蔵国の地域をも含んでいたとされている。総国の一部が総上（フサカミ）国・総下（フサシモ）国となり、フサカミのフを省いて「サカミ」、フサシモのモを省き音便でフがムとなり「ムサシ」となったともされ、相模国と武蔵国も調物は布（麻）が中心であり調布や麻布などの地名も残る。

### 従来の説
斎部広成が自家の掌職を主張したとされる『古語拾遺』によれば、天富命が天日鷲命の孫達を従えて、初め阿波国麻植（後の麻植郡）において、穀物や麻を栽培していたが、後により豊かな土地を求めて衆を分け一方は黒潮に乗って東に向かった。東の陸地に上陸した彼らは新しい土地に穀物や麻を植えたが、特に麻の育ちが良かったために、麻の別称である「総」から、「総国」（一説には「総道」）と命名したと言われている。麻の栽培して成功した肥沃な大地が『総の国』で、天日鷲命の後裔の阿波の忌部の居住地は、『阿波』の名をとって『安房』としたのだという。
『古語拾遺』説に従えば、「麻＝総」という図式が成立することになるが、「総」という字には麻に関係する意味は存在しない。そのため、この説は伝承にすぎず信頼できないともいわれていた。一方、『日本書紀』の律令制に関する記事は正史として高く評価されており、大化の改新が日本の律令制導入の画期だったと理解され、令制国の成立を大化の改新からそう遠くない時期とし、この時期に上総国と下総国も成立したとするのが定説だった。

### 藤原宮出土木簡
昭和42年（1967年）12月、藤原京の北面外濠から「己亥年十月上挟国阿波評松里」（己亥年は西暦699年）と書かれた木簡が掘り出された。この木簡により7世紀末には郡ではなく評と表記されていたことが判明し、郡評論争に決着が付けられた。この際、「上挟国阿波」の表記については（＝上総国安房）と解釈されていた。続いて「天観上〈捄〉国道前」という木簡も発見されたが、こちらの4文字目は判読しにくく、様々な文字を当てはめる説が出された。そのうちに「捄」と読む説も出たものの、「上捄」では意味が通じないとされ、一旦は保留とされていた。

### 史料の再評価
その後の研究で「捄」という字の和訓は「総」と同じ“ふさ”であること、天観という上総出身の僧侶がこの時代に実在していた事が明らかとなり、律令制以前の表記は「総」ではなく、捄国・上捄・下捄など「捄」の字が用いられていた可能性が高くなった。「房をなして実る物」という「捄」の意味は麻の実にも該当することから麻と総を間接的には結び付けることが可能となり、この地域は「捄」と称され令制国成立後同じ和訓を持つ「総」に書き改められたとすれば、『古語拾遺』の説話は簡単には信じられないながらも、一定の評価がされることとなった。
それに対し『日本書紀』にある改新の詔の文書は、編纂に際し書き替えられたことが明白になり、大化の改新の諸政策は後世の潤色であることが判明、『日本書紀』による編年は、他の史料による多面的な検討が必要とされるようになった。このことから、令制国の成立を大化の改新からそう遠くない時期とした従来の定説は崩れ、多くの令制国が確実に成立したのは、大宝元年（701年）に制定された大宝律令からといわれる。
このように、現在では一般的に国（令制国）の成立は大宝律令制定によるとされるようになった。だが、上総国・下総国についてはこれとは別の見方がある。下総国については『常陸国風土記』に香島郡（鹿島郡）の建郡について、「大化5年（649年）に、下総国海上国造の部内軽野以南の一里と、那賀国造の部内寒目以北の五里を別けて神郡を置いた」とあり、孝徳期以前に成立していたことがうかがえ、また『帝王編年記』では上総国の成立を安閑天皇元年（534年）としており、語幹の下に「前、中、後」を付けた吉備・越とは異なり、毛野と同じく「上、下」を上に冠する形式をとることから、6世紀中葉の成立とみる説もある。